# Åtjärnen (Åsele socken, Lappland)
Åtjärnen är en sjö i Åsele kommun i Lappland och ingår i Gideälvens huvudavrinningsområde. Sjön har en area på 0,101 kvadratkilometer och ligger 319,9 meter över havet. Sjön avvattnas av vattendraget Åtjärnsbäcken.

## Delavrinningsområde
Åtjärnen ingår i det delavrinningsområde (711639-159966) som SMHI kallar för Mynnar i Gideälven. Medelhöjden är 343 meter över havet och ytan är 1,22 kvadratkilometer. Räknas de 2 avrinningsområdena uppströms in blir den ackumulerade arean 14,48 kvadratkilometer. Åtjärnsbäcken som avvattnar avrinningsområdet har biflödesordning 2, vilket innebär att vattnet flödar genom totalt 2 vattendrag innan det når havet efter 164 kilometer. Avrinningsområdet består mestadels av skog (84 procent). Avrinningsområdet har 0,1 kvadratkilometer vattenytor vilket ger det en sjöprocent på 8,2 procent.